# 戰利艦
戰利艦（日语：／）是在戰爭中被俘虜，或是戰爭結束後作為補償而獲得的軍艦。因此又稱為捕獲艦和補償艦。

## 各國戰利艦

### 大日本帝國
- 定遠級
  - 鎮遠號鐵甲艦
- 濟遠級
  - 濟遠號戰艦

### 德意志帝國
- 葉卡捷琳娜二世級戰艦（英语：Ekaterina II-class battleship）
  - 葉卡捷琳娜二世號戰艦（英语：Russian battleship Ekaterina II）
  - 錫諾普號戰艦（英语：Russian battleship Sinop）
  - 勝利者喬治號戰艦（英语：Russian battleship Georgii Pobedonosets）
- 瑪麗亞皇后級
  - 皇帝亞歷山大三世號戰艦（英语：Russian battleship Imperator Aleksandr III）

### 義大利王國
- 1915型潛艦
  - U-42號潛艦

### 中華民國
- 陽炎級
  - 雪風號驅逐艦